# Neu-Ahrensfelde
Neu-Ahrensfelde war ein Ausbau des Gemeindebezirkes Ahrensfelde im Landkreis Niederbarnim.

## Lage

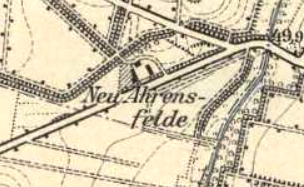
Neu-Ahrensfelde auf dem Messtischblatt der Königlich Preußischen Landesaufnahme von 1903

Neu-Ahrensfelde lag südlich der Ahrensfelder Berge und westlich der Wuhle an der Berliner Stadtgrenze zwischen den Dörfern Marzahn, Eiche und Hellersdorf. Heute befindet sich an der Stelle das Jugendberatungshaus XXL an der Landsberger Allee 565 im Ortsteil Marzahn im Berliner Bezirk Marzahn-Hellersdorf.

## Geschichte
Neu-Ahrensfelde wird 1885 als Gehöft erwähnt, das vom Landbestellbezirk des Postamtes in Weißensee dem Landbestellbezirk des Postamtes in Friedrichsfelde zugeteilt wurde.
1888 wird Neu-Ahrensfelde im Niederbarnimer Kreisblatt als Vorwerk des Rieselgutes Falkenberg erwähnt. Vom 11. April bis 4. Mai war dort bei Rindern die Maul- und Klauenseuche ausgebrochen. Im selben Jahr bildeten die Niederlassungen Neu-Ahrensfelde und Bürknersfelde des Postamtes Friedrichsfelde und das Gut Hellersdorf der Postagentur Kaulsdorf einen eigenen Landbestellbezirk. Aus einer Bekanntmachung von 1912 geht hervor, dass sich Neu-Ahrensfelde an einer Reichstelegraphenlinie befand.
Neu-Ahrensfelde wurde 1920 in Groß-Berlin eingemeindet und war 1932 ein Unterwohnplatz im Ortsteil Berlin-Falkenberg.
1946 führte durch Neu-Ahrensfelde die Strecke des Straßenradrennens Rund um Berlin (km 136,3).
Zum letzten Mal taucht Neu-Ahrensfelde auf dem Berliner Kartenwerk K5 von 1963 auf.

### Bevölkerungsentwicklung
| Jahr      | 1909 | 1925 |
| Einwohner | 19   | 20   |